# Mohammad Ali Fardin
Pour les articles homonymes, voir Fardin.
Mohammad Ali Fardin (Téhéran, 7 avril 1930 - Téhéran, 6 avril 2000) était un acteur iranien.
Fardin était connu sous le nom de « Roi de cœur » (appelé en Persan "Soltane Ghalbha") pour son rôle dans un film iranien de ce nom. Il était un ancien lutteur qui acquit la célébrité dans les années 1960. Pour les Iraniens moyens, il était un héros et servait d'alternative aux stars du cinéma étrangères. Il jouait généralement le rôle du pauvre garçon au cœur d'or qui se mariait avec la fille à la fin du film.
Voici quelques films dans lesquels il a joué :
- Gedayaneh Tehran
- Ganjeh Gharoon
- Parvaz dar asemanha.

Après la révolution iranienne, il ne joua plus que dans un seul film et ses films antérieurs furent pour la plupart bannis. En conséquence, il ouvrit une boulangerie à Téhéran. Plus de 20 000 personnes assistèrent à son enterrement à Téhéran.